# Corydoras benattii
Corydoras benattii es una especie de pez siluriforme de agua dulce del género Corydoras, de la familia de los calíctidos. Habita en aguas tropicales del centro-norte de América del Sur.

## Taxonomía
Esta especie fue descrita originalmente en el año 2018 por los ictiólogos Vinícius C. Espíndola, Luiz Fernando Caserta Tencatt, Fábio Müller dos Reis de Salles Pupo, Leandro Villa Verde da Silva y Marcelo Ribeiro de Britto.
Localidad tipo
La localidad tipo referida es: “río Culuene, un afluente del río Xingú, entre Canarana y Gaúcha do Norte (en las coordenadas: 13°30′52″S 53°05′34″O / -13.51444, -53.09278), estado de Mato Grosso, Brasil”.
Holotipo
El ejemplar holotipo designado es el catalogado como: MZUSP 121671; se trata de un espécimen adulto, el cual midió 25,4 mm de largo total. Fue capturado el 19 de octubre de 2004 por O. Oyakawa, J. Birindelli y C. Nolasco. Fue depositado en la colección de ictiología del Museo de Zoología de la Universidad de São Paulo (MZUSP), ubicado en la ciudad homónima.
Etimología
Etimológicamente el término genérico Corydoras viene del griego,donde kóry es 'yelmo', 'coraza', 'casco', y doras es 'piel'. Esto se justifica en la carencia de escamas y la presencia de escudos óseos a lo largo del cuerpo.
El nombre específico benattii es un epónimo que refiere al apellido de la persona a quien fue dedicada, el ya fallecido Laert Benatti, en agradecimiento por su trabajo humanitario en comunidades pobres de Brasil, proporcionándoles agua dulce mediante pozos artesianos.

## Distribución geográfica y hábitat
Esta especie habita en cursos fluviales tropicales del centro-norte de Sudamérica pertenecientes a la cuenca del Amazonas y dentro de ella, a las cuencas de los ríos Tapajós y Xingú, en los estados de Mato Grosso y Pará, en el centro del Brasil. Sus hábitats son pequeñas corrientes que discurren entre selvas, con aguas oscuras o transparentes, así como también en los estanques que las marginan.